# Grande déesse de Teotihuacán

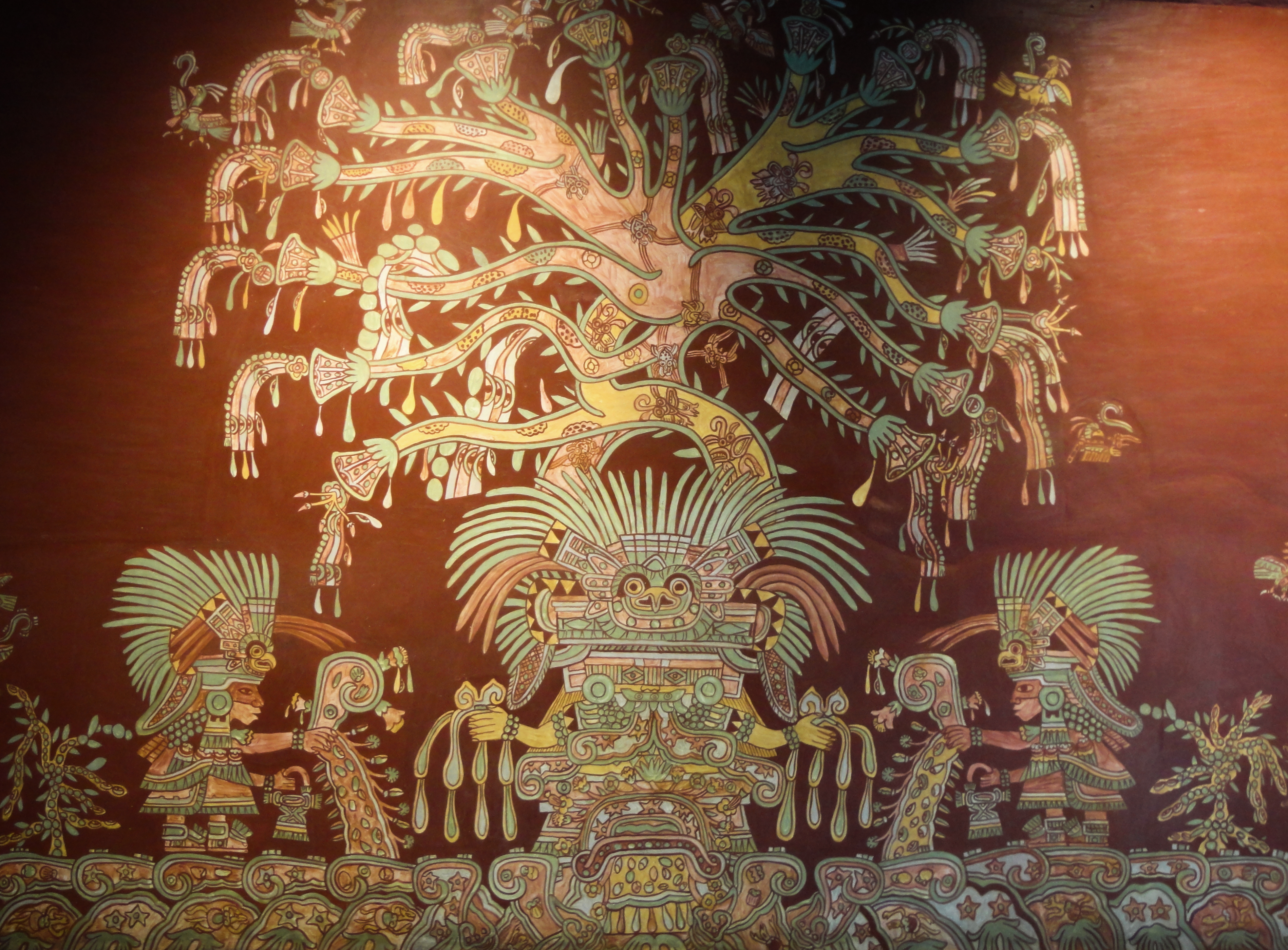
Peinture murale provenant du complexe de Tepantitla ce qui a été identifiée comme une des représentations de la grande déesse de Teotihuacán.

La grande déesse de Teotihuacán (ou la femme-araignée de Teotihuacán) est une hypothétique déesse de la civilisation précolombienne de la cité de Teotihuacán, dont les ruines sont situées à l'est de la ville de Mexico. 
Durant les années précédant 1942, une série de peintures murales ont été découvertes dans le complexe de Tepantitla à Teotihuacán. Le complexe servait de lieu de résidence à des personnes de haut statut social et ses murs (comme la plupart de ceux de Teotihuacán) étaient ornés de fresques murales aux couleurs vives représentant des divinités ou des êtres surnaturels richement ornés. En 1942, l'archéologue Alfonso Caso identifia ces figures centrales comme un équivalent, dans la culture de Teotihuacán, de Tlaloc, un dieu mésoaméricain de la pluie et de la guerre. Trente ans plus tard, la chercheuse Esther Pasztory réexamina les peintures murales et conclut que de nombreuses peintures de « Tlaloc » se révélaient en fait être une déité féminine, une analyse fondée sur un nombre de facteurs comprenant le genre des figures d'accompagnement, l'oiseau vert sur la coiffe et les araignées situées en dessous de la figure. Pasztory conclut que les personnages représentaient une divinité de la végétation et de la fertilité qui fut le prédécesseur de la déesse aztèque Xochiquetzal. En 1983, Karl Taube baptisa cette déesse Teotihuacán Spider Woman. Grande Déesse, terme plus neutre pour désigner cette déité, a gagné en importance. 
Dans les peintures murales de Tepantitla et de Tetitla, la grande déesse porte une coiffe surmontée d'une tête d'un oiseau vert, généralement identifié comme une chouette ou un quetzal. Elle est représentée au côté de plusieurs araignées et avec le corps teint en jaune, ce qui la distingue des autres déités mésoaméricaines.
La grande déesse a été identifiée dans d'autres sites que celui de Tepantitla — comprenant le complexe de Tetitla à Teotihuacán, le palais des jaguars, et le temple de l'agriculture — tout comme sur plusieurs éléments de vaisselles.
On pense qu'il s'agissait d'une déesse de l'inframonde, de l'obscurité, de la terre, de l'eau, de la guerre, et probablement même de la création. Pour les anciennes civilisations de la Mésoamérique, le jaguar, la chouette, et plus particulièrement l'araignée, étaient considérés comme des créatures de l'obscurité, que l'on trouve généralement dans les grottes ou pendant la nuit. Le fait que la grande déesse est fréquemment représentée avec ces animaux renforce l'idée d'une divinité liée à l'inframonde.
Dans de nombreuses peintures murales, la grande déesse est représentée avec des arachnides en arrière-plan, sur ses vêtements et sur ses bras. Elle est souvent représentée avec des boucliers ornés de toiles d'araignées, suggérant davantage son rapport avec la guerre.